# 拜星月慢
拜星月慢，又名拜星月。詞牌名，源於唐教坊曲。《宋史·乐志》記載宮調為般涉调，周邦彥《清真集》記載為高平调。一百四字，前片四仄韵，后片六仄韵。

## 詞牌格式
仄仄平平，平平平仄，仄仄平平仄仄。仄仄平平，仄平平平仄。仄平仄，仄仄、平平仄仄平仄，仄仄平平平仄。仄仄平平，仄平平平仄。
仄平平、仄仄平平仄。平平仄、仄仄平平仄。仄仄仄仄平平，仄平平平仄。仄平平、仄仄平平仄。平平仄、仄仄平平仄。仄仄仄、仄仄平平，仄平平仄仄。

## 例詞
夜色催更，清尘收露，小曲幽坊月暗。竹槛灯窗，识秋娘庭院。笑相遇，似觉琼枝玉树相倚，暖日明霞光烂。水盼兰情，总平生稀见。
画图中、旧识春风面。谁知道、自到瑶台畔，眷恋雨润云温，苦惊风吹散。念荒寒寄宿无人馆，重门闭、败壁秋虫叹。怎奈向、一缕相思，隔溪山不断。——周邦彥